# Campionati europei di 470 1977
I Campionati europei di 470 1977 si sono svolti a Rust, in Austria, dall'8 al 15 giugno 1977.

## Podi
| Evento   | Oro                                                | Argento                                  | Bronzo                                     |
| 470 Open | Unione Sovietica Yuri Koriachkin Vasili Koriachkin | Germania Est Helmar Nauck Harald Schaale | Israele Shimshon Brokman Eitan Friedlander |

## Medagliere
| Posiz. | Nazione          | Oro | Argento | Bronzo | Totale |
| ------ | ---------------- | --- | ------- | ------ | ------ |
| 1      | Unione Sovietica | 1   | 0       | 0      | 1      |
| 2      | Germania Est     | 0   | 1       | 0      | 1      |
| 3      | Israele          | 0   | 0       | 1      | 1      |
| Totale | Totale           | 1   | 1       | 1      | 3      |